# پیراهن سیاهان
پیراهن سیاهان (ایتالیایی: Camicie Nere) شاخه شبه‌نظامی حزب فاشیست در ایتالیا بود.اعضای این گروه به‌وسیله پیراهن‌های سیاه و یک‌دست خود شناخته می‌شدند.
این تشکیلات به‌صورت غیررسمی در سال ۱۹۱۹ و به‌منظور مقابله خشونت‌آمیز با سوسیالیسم و کمونیسم ایجاد شد. اما در سال ۱۹۲۳ و اندکی پس از روی کار آمدن بنیتو موسولینی شکل رسمی به‌خود گرفت.